# Gladiolus nigromontanus
Gladiolus nigromontanus är en irisväxtart som beskrevs av Peter Goldblatt. Gladiolus nigromontanus ingår i släktet sabelliljor, och familjen irisväxter. Inga underarter finns listade i Catalogue of Life.